# The Royalton
The Royalton est un gratte-ciel de 230 mètres situé à Pasig dans la banlieue de Manille aux Philippines. Le gratte-ciel fut achevé en 2019.